# Lembosia byrsonimae
Lembosia byrsonimae är en svampart som beskrevs av Henn. 1904. Lembosia byrsonimae ingår i släktet Lembosia och familjen Asterinaceae.   Inga underarter finns listade i Catalogue of Life.